# Jessica Blaszka
Jessica Blaszka (Heerlen, 5 augustus 1992) is een Nederlands worstelaar. 
Bij de jeugd werd Blaszka Europees kampioene in 2007 (43kg), 2008 (46kg) en 2009 (46kg). In 2010 werd ze tweede bij de junioren (48kg). 
Ze kwam voor Nederland uit op de Europese Spelen 2015, waar ze de kwartfinale verloor en negende werd. In september 2015 behaalde Blaszka een bronzen medaille op het Wereldkampioenschap Worstelen. Hiermee plaatste Blaszka zich als eerste Nederlandse vrouwelijke worstelaar voor de Olympische Zomerspelen in Rio de Janeiro.
Daar verloor Blaszka haar partij in de eerste ronde van het worsteltoernooi in de lichtste klasse. Nederlands eerste worstelaarster op de Spelen wist geen indruk te maken tegen de Amerikaanse Haley Ruth Augello (7-0) en werd verwezen naar de herkansingen.
In mei 2021 probeerde ze zich op het kwalificatietoernooi in Sofia te kwalificeren voor de Olympische Zomerspelen 2020 in Tokio. Ze slaagde hier niet in en enkele dagen laten besloot ze haar worstelcarrière te beëindigen.